# Gelang (Sumber Baru)
Gelang is een bestuurslaag in het regentschap Jember van de provincie Oost-Java, Indonesië. Gelang telt 14.558 inwoners (volkstelling 2010).